# Cima Ombretta
La Cima Ombretta (3.011 m.) és una muntanya de les Dolomites Agordine a les Dolomites.
La muntanya forma part de la Marmolada i es troba al sud d'aquest massís. Des del cim es pot gaudir d'una excel·lent vista del vessant sud de la Marmolada.